# Pillerton Hersey
Pillerton Hersey is een civil parish in het bestuurlijke gebied Stratford-on-Avon, in het Engelse graafschap Warwickshire.